# 箕面トンネル (新名神高速道路)
箕面トンネル（みのおトンネル 英語記名 : Mino Tunnel）は、大阪府にある新名神高速道路のトンネル。茨木千提寺IC/PA（茨木市） - 箕面とどろみIC（箕面市）間に位置し、北摂山系鉢伏山（標高604m）を貫通してトンネル途中で豊能郡豊能町を通過する。
全長は上り線が4,997m・下り線が4,982mで、いずれも新東名高速道路・新名神高速道路では延長が最長のトンネルである。

## 概要
同区間は上下線併せて暫定4車線（設計6車線）でトンネル幅は上下線ともそれぞれ3.5m×2車線（＝7m）＋路肩1mの計8mである。
新東名・新名神は人口の集中した市街地を避けるため、山寄りに建設されているが、それよりもさらに山寄りに建設すれば山岳区間が多くなることでトンネル延長が5,000mを超過してしまう可能性があり、その場合は道路法第46条第3項に基づき危険物積載車両の通行制限が適用される。その通行規制発生を回避するべく、本トンネルをはじめとした新東名・新名神のトンネルはすべて全長5,000m未満で建設されている。なお上り線トンネルは現時点で日本において危険物積載車両が通行可能な供用中の道路トンネルとしては中部横断自動車道・樽峠トンネル（4,999m）に次いで2番目に長い。
またこれに加え、新東名・新名神は深い谷を越えつつ勾配2‰を保つために橋脚を非常に高く建設している。
トンネルの高槻JCT/IC寄りで淀川水系勝尾寺川と交差する区間（約700m）は土被りの厚さが約18mと非常に薄いことに加え、高透水の断層破砕帯が存在していることから施工中の湧水対策・河川の水環境の保全が必要とされた。そのため同区間にてトンネル断面を円形にして肉厚の防水シートを全周に張り巡らせる非排水構造（ウォータータイト構造）を採用し、表層近くの地下水・河川水がトンネル内部に漏出することを防いで河川・地下水への影響を抑えている。

## 歴史
- 2013年（平成25年）
  - 1月15日：高槻JCT/IC側から下り線トンネルの掘削を開始[8]。
  - 2月9日：高槻JCT/IC側から上り線トンネルの掘削を開始[8]。
  - 9月中旬ごろ：神戸側から上下線トンネルの掘削を開始[8]。
- 2016年（平成28年）12月3日：上下線トンネルで貫通式が執り行われた[1]。
- 2017年（平成29年）12月10日 : 高槻JCT/IC - 川西ICの開通により供用開始。

## 隣
E1A 新名神高速道路
（12）茨木千提寺IC/PA   - 箕面トンネル  -（13）箕面とどろみIC